# Amanuel Tsegay
Amanuel Tsegay, né le 1er février 1995,, est un coureur cycliste érythréen.

## Biographie
En 2015, Amanuel Tsegay prend la septième place du championnat d'Érythrée sur route. L'année suivante, il se classe notamment cinquième du Grand Prix d'Oran, septième du Tour d'Érythrée et neuvième du Tour international de Constantine.
Lors de la saison 2017, il se distingue en terminant troisième du Tour d'Érythrée, tout en ayant remporté une étape. Il termine également cinquième du Tour de Quanzhou Bay, huitième du Fenkel Northern Redsea ou encore dixième du Tour du Faso.

## Palmarès
- 2017
  - 2e étape du Tour d'Érythrée
  - 3e du Tour d'Érythrée

## Classements mondiaux
| Année           | 2015 | 2016 | 2017 |
| --------------- | ---- | ---- | ---- |
| UCI Africa Tour | 172e | 114e | 63e  |